# 加藤政義
加藤 政義（かとう まさよし、1987年4月28日 - ）は、宮城県仙台市太白区出身の元プロ野球選手（内野手）。右投左打。

## 経歴

### プロ入り前
金剛沢小学校1年から軟式野球を始め投手、遊撃手を経験。西多賀中学校2年夏には仙台東部シニアで全国8強。東北高校に進学後は1年生にしてレギュラーを掴み、甲子園初出場。2003年夏の第85回選手権大会に六番・三塁手として出場し準優勝を経験した。3回戦の平安高校戦ではサヨナラ安打を打った。以後、卒業までに甲子園には春1、夏3の計4回出場した。高校時代は女子プロゴルファーの有村智恵とクラスメートだった。
九州国際大学に進学しても1年春季リーグからレギュラーを獲り、3年春季には初のベストナインに選ばれ、秋季リーグからは主将を務める。一番打者としてリーグ3位の打率.375をマークし連続ベストナイン、優秀選手賞を受賞した。3年、4年で連続大学日本代表強化合宿に参加。2009年の第37回日米大学野球選手権大会では三番打者を務め、度々の適時打を放ち日本優勝に貢献した。4年春季は打率.468、3本塁打で首位打者・最多本塁打の2冠を獲得し、MVPに選出され、九州国際大学の春秋の九州六大学野球連盟リーグ戦連覇に貢献した。

### プロ入り後

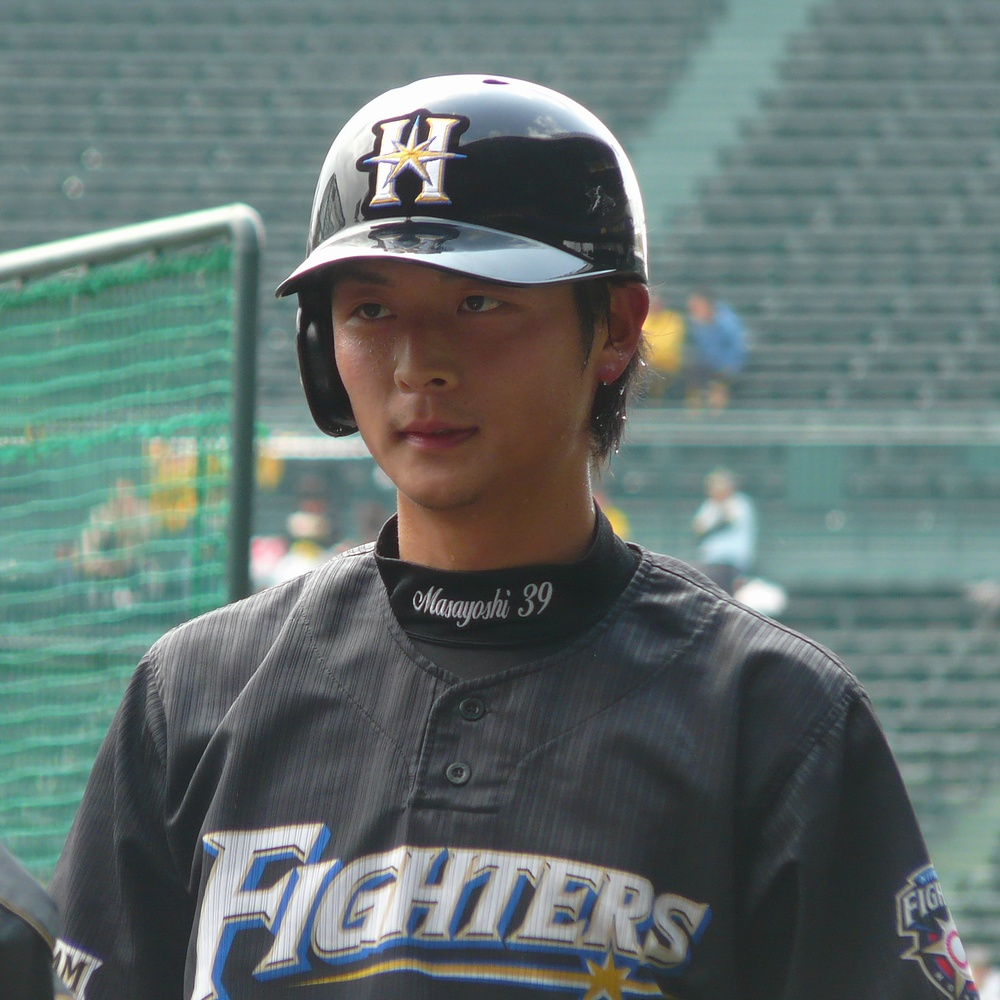
日本ハム時代
（2012年3月10日 阪神甲子園球場にて）

2009年度プロ野球ドラフト会議で北海道日本ハムファイターズに3位指名され入団。練習試合、オープン戦で好調を維持し、2010年の開幕戦出場選手として登録された。この年のパシフィック・リーグの新人選手のうち、開幕戦出場選手は加藤を含め3人のみ。しかしながら結果を残すことができずに二軍に降格し、シーズン終盤には右肩の手術を行った。2011年のシーズン終盤に一軍へ昇格し、その直後の9月9日の東北楽天ゴールデンイーグルス戦に代打で出場し同点適時打を打って、チームの連敗ストップに貢献した。打席数は少ないながら打率.263を記録した。また、シーズン終盤には新たに応援歌（嶋田信敏の流用）が歌われるようになった。
2013年11月15日、佐藤祥万との交換トレードで横浜DeNAベイスターズへ移籍することが発表された。背番号は佐藤が着用していた「60」に決まった。DeNAへの移籍後は、一軍公式戦への出場機会がなかった。2015年10月4日に球団から戦力外通告を受けたことを機に、現役引退を表明した。2016年からは、DeNAの球団職員に転身し、2017年から球団のNPBジュニアチームのコーチを経て、2018年より監督を務める。

## 選手としての特徴・人物
シュアな打撃と俊足堅守が武器の内野手。
日本ハム時代、理容組合北海道日本ハムファイターズ後援会が球団とコラボレーションして、毎年の最新ヘアデザインのモデルを若手選手の中よりファン投票で選出している企画「ファイターズスタイル」の2013年度モデルに選ばれた。
東北高校時代の1年先輩だったダルビッシュ有とは、日本ハム入団後の2010年から2011年まで再びチームメイトになった。加藤自身は現役引退を表明した際に、「日本ハムに入ってダルビッシュさんの後ろで守れたのが（プロ野球選手としての）良い思い出」というコメントを残している。

## 詳細情報

### 年度別打撃成績
| 年 度     | 球 団     | 試 合 | 打 席 | 打 数 | 得 点 | 安 打 | 二 塁 打 | 三 塁 打 | 本 塁 打 | 塁 打 | 打 点 | 盗 塁 | 盗 塁 死 | 犠 打 | 犠 飛 | 四 球 | 敬 遠 | 死 球 | 三 振 | 併 殺 打 | 打 率 | 出 塁 率 | 長 打 率 | O P S |
| --------- | --------- | ----- | ----- | ----- | ----- | ----- | -------- | -------- | -------- | ----- | ----- | ----- | -------- | ----- | ----- | ----- | ----- | ----- | ----- | -------- | ----- | -------- | -------- | ----- |
| 2010      | 日本ハム  | 11    | 22    | 22    | 3     | 3     | 1        | 0        | 0        | 4     | 1     | 1     | 0        | 0     | 0     | 0     | 0     | 0     | 10    | 0        | .136  | .136     | .182     | .318  |
| 2011      | 日本ハム  | 21    | 39    | 38    | 1     | 10    | 1        | 0        | 0        | 11    | 2     | 0     | 0        | 0     | 0     | 0     | 0     | 1     | 8     | 1        | .263  | .282     | .289     | .572  |
| 2012      | 日本ハム  | 20    | 36    | 28    | 6     | 4     | 0        | 0        | 1        | 7     | 2     | 0     | 0        | 3     | 1     | 4     | 0     | 0     | 8     | 0        | .143  | .242     | .250     | .500  |
| 通算：3年 | 通算：3年 | 52    | 97    | 88    | 10    | 17    | 2        | 0        | 1        | 22    | 5     | 1     | 0        | 3     | 1     | 4     | 0     | 1     | 26    | 1        | .193  | .234     | .250     | .487  |

### 年度別守備成績
| 年度 | 遊撃  | 遊撃  | 遊撃  | 遊撃  | 遊撃  | 遊撃     | 二塁  | 二塁  | 二塁  | 二塁  | 二塁  | 二塁     | 三塁  | 三塁  | 三塁  | 三塁  | 三塁  | 三塁     |
| 年度 | 試 合 | 刺 殺 | 補 殺 | 失 策 | 併 殺 | 守 備 率 | 試 合 | 刺 殺 | 補 殺 | 失 策 | 併 殺 | 守 備 率 | 試 合 | 刺 殺 | 補 殺 | 失 策 | 併 殺 | 守 備 率 |
| ---- | ----- | ----- | ----- | ----- | ----- | -------- | ----- | ----- | ----- | ----- | ----- | -------- | ----- | ----- | ----- | ----- | ----- | -------- |
| 2010 | 5     | 2     | 8     | 0     | 2     | 1.000    | -     | -     | -     | -     | -     | -        | 1     | 2     | 1     | 0     | 1     | 1.000    |
| 2011 | -     | -     | -     | -     | -     | -        | 13    | 20    | 15    | 1     | 4     | .972     | -     | -     | -     | -     | -     | -        |
| 2012 | 10    | 12    | 16    | 1     | 4     | .966     | -     | -     | -     | -     | -     | -        | 3     | 0     | 6     | 0     | 0     | 1.000    |
| 通算 | 15    | 14    | 24    | 1     | 6     | .974     | 13    | 20    | 15    | 1     | 4     | .972     | 4     | 2     | 7     | 0     | 1     | 1.000    |

### 記録
- 初出場：2010年3月22日、対福岡ソフトバンクホークス3回戦（札幌ドーム）、8回裏に金子誠の代打で出場
- 初打席：同上、8回裏に久米勇紀から中飛
- 初先発出場：2010年3月27日、対千葉ロッテマリーンズ2回戦（千葉マリンスタジアム）、9番・遊撃手で先発出場
- 初安打・初打点：同上、5回表に渡辺俊介から右越適時二塁打
- 初盗塁：2010年3月28日、対千葉ロッテマリーンズ3回戦（千葉マリンスタジアム）、5回表に二盗（投手：小野晋吾、捕手：里崎智也）
- 初本塁打：2012年5月26日、対中日ドラゴンズ2回戦（札幌ドーム）、6回裏に山内壮馬から右越ソロ

### 背番号
- 39 （2010年 - 2013年）
- 60 （2014年 - 2015年）